# Kinderfriedhof Nienstedt

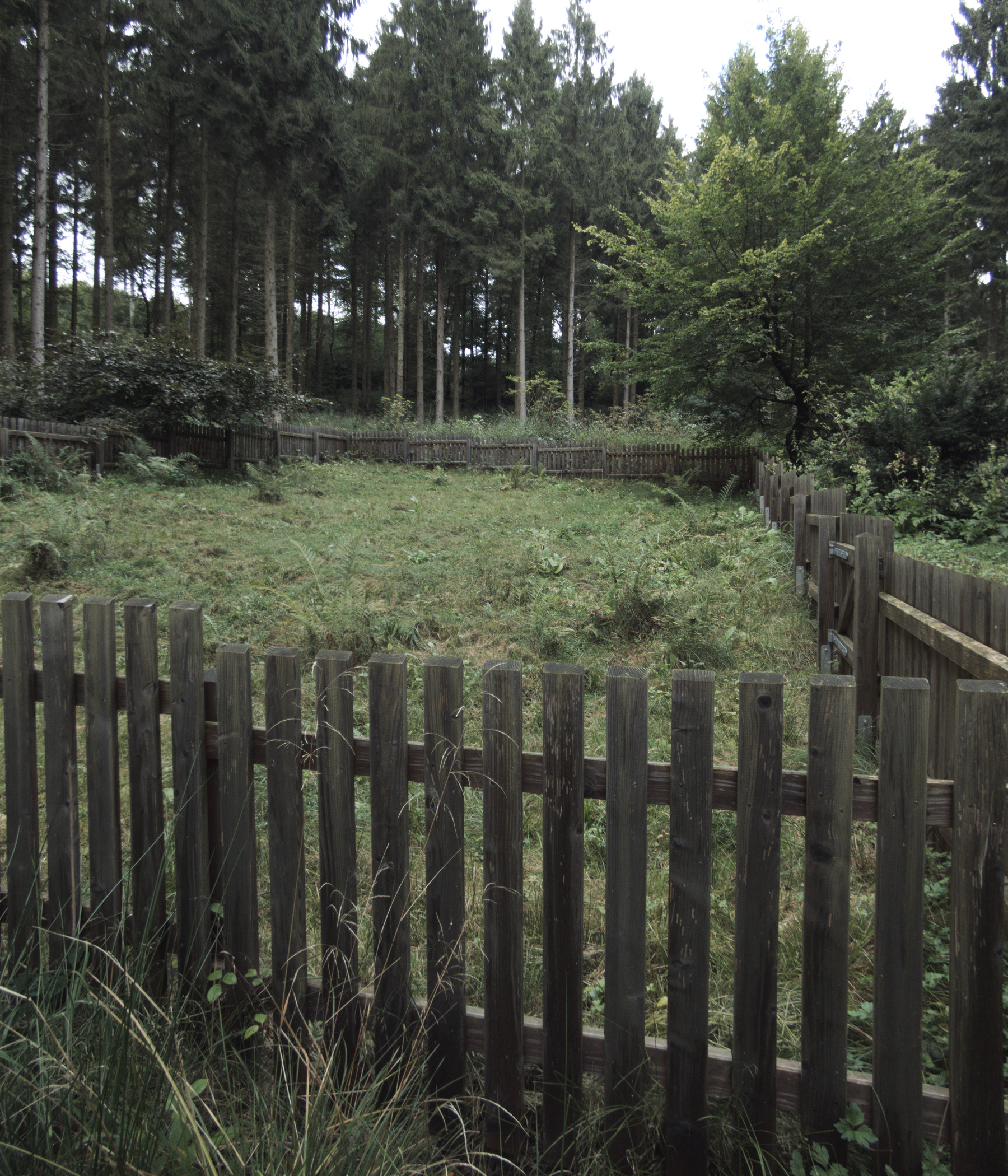
Das umzäunte Friedhofsgelände

Der Kinderfriedhof Nienstedt, auch als Friedhof der vergessenen Kinder bezeichnet oder als Waldfriedhof der Hannoverschen Kinderheilanstalt in Nienstedt, ist eine Kriegsgräberstätte im Deister bei Nienstedt in Niedersachsen.

## Lage

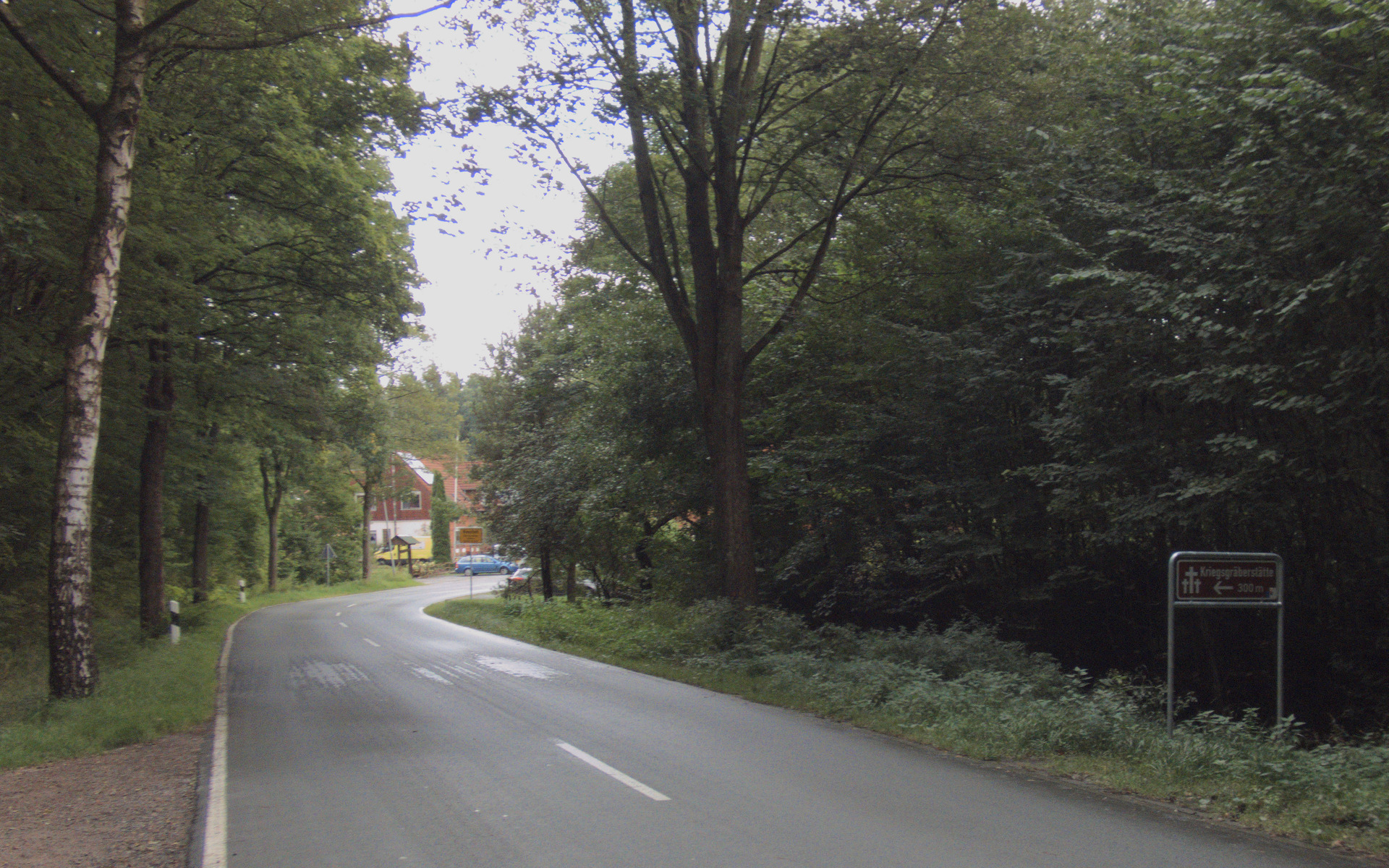
Wegweiser zur Kriegsgräberstätte vor der westlichen Ortseinfahrt Nienstedts

Die Kriegsgräberstätte liegt im Landschaftsschutzgebiet nahe einem Wanderweg, der westlich des Ortsrandes von Nienstedt von der Kreisstraße 61 über die Wallmannshütte zum Deisterkamm führt.
Trotz der Nähe zu Nienstedt gehört das Gelände im Staatsforst zur Lauenauer Gemarkung Feggendorf im Landkreis Schaumburg.

## Geschichte

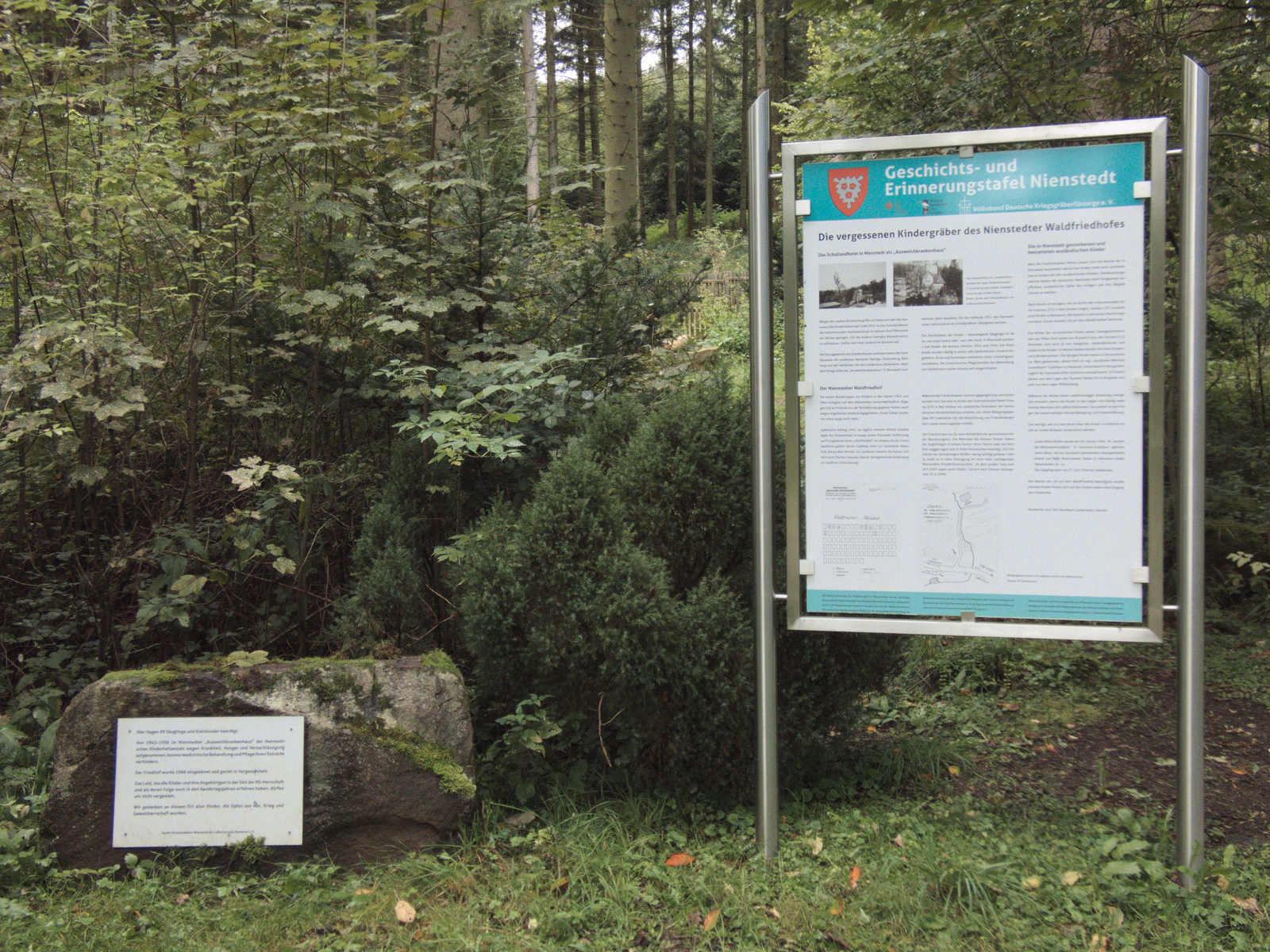
Der 2001 gesetzte Gedenkstein und eine Erinnerungstafel am Waldweg

Am Westrand des Dorfes Nienstedt im damaligen Landkreis Springe lag seit 1926 das Schullandheim Nienstedt der Herschelschule Hannover. Ab Oktober 1943 diente das mit einer Baracke ergänzte Schullandheim als Ausweichkrankenhaus der Kinderheilanstalt Hannover.
Die Patienten kamen aus der Stadt Hannover und den Landkreisen Hannover, Springe, Schaumburg, Nienburg und dem nördlichen Landkreises Hildesheim.
Bis zum Ende des Zweiten Weltkriegs erfolgte dabei auch die Nutzung als Heilanstalt für Kleinkinder von Müttern aus Arbeitslagern wie dem KZ-Außenlager Hannover-Mühlenberg. In der Zeit nach der Befreiung kamen viele der Kinder aus den Lagern für Displaced Persons.
Im Ausweichkrankenhaus starben nach den Totenbüchern der Kinderheilanstalt und den Sterbebüchern des Standesamtes Nienstedt insgesamt 1248 Kinder, die weitaus meisten davon in den Jahren 1945 und 1946. Die meisten Verstorbenen wurden von ihren Angehörigen zum Begräbnis in die Heimatorte geholt. Anfangs hatte es einige Beisetzungen auf dem Nienstedter Gemeindefriedhof gegeben. Später wurden etwa 90, darunter 18 ausländische Kinder, auf einen etwa 400 m nördlich des Schullandheims im Deister gelegenen „Notfriedhof“ begraben.
Einige Jahre nach Ende des Krieges wurde das Krankenhaus schrittweise zurück nach Hannover verlegt. Im Jahr 1951 übernahm die Leibnizschule Hannover das Schullandheim.
Der etwa 10 × 17 m große Friedhof mit, je nach Quelle, 89 oder 91 Gräbern lag Anfang der 1950er Jahre notdürftig eingezäunt auf freiem Feld. Die in sechseinhalb Reihen angelegten Grabhügel trugen einfache Holzkreuze. Wohl wegen unklarer Zuständigkeit wurde die Pflege der Anlage stark vernachlässigt. Im Jahr 1966 wurde der Friedhof eingeebnet. Der Regierungspräsident in Hannover hatte auf Drängen der Gemeinde Nienstedt die gesetzliche Ruhefrist auf 15 Jahre verkürzt. Das Einebnen solcher Kriegsgräberstätten war zwar rechtlich unzulässig, aber zu jener Zeit nicht unüblich. Die zuvor beweideten Freiflächen in der Umgebung wurden aufgeforstet. Auch auf dem ehemaligen Friedhofsgelände pflanzte man Nadelbäume.
Dokumente zum Friedhof gingen vermutlich bei der Eingemeindung Nienstedts nach Bad Münder und der Auflösung des Landkreises Springe bei der Gebietsreform in Niedersachsen verloren. Selbst viele alteingesessene Bürger Nienstedts konnten oder wollten sich nicht an Details zum Friedhof erinnern. Zwei in den Jahren 1970 und 1980 erstellte ausführliche Ortschroniken gingen nicht auf das Thema ein.

## Erinnerung

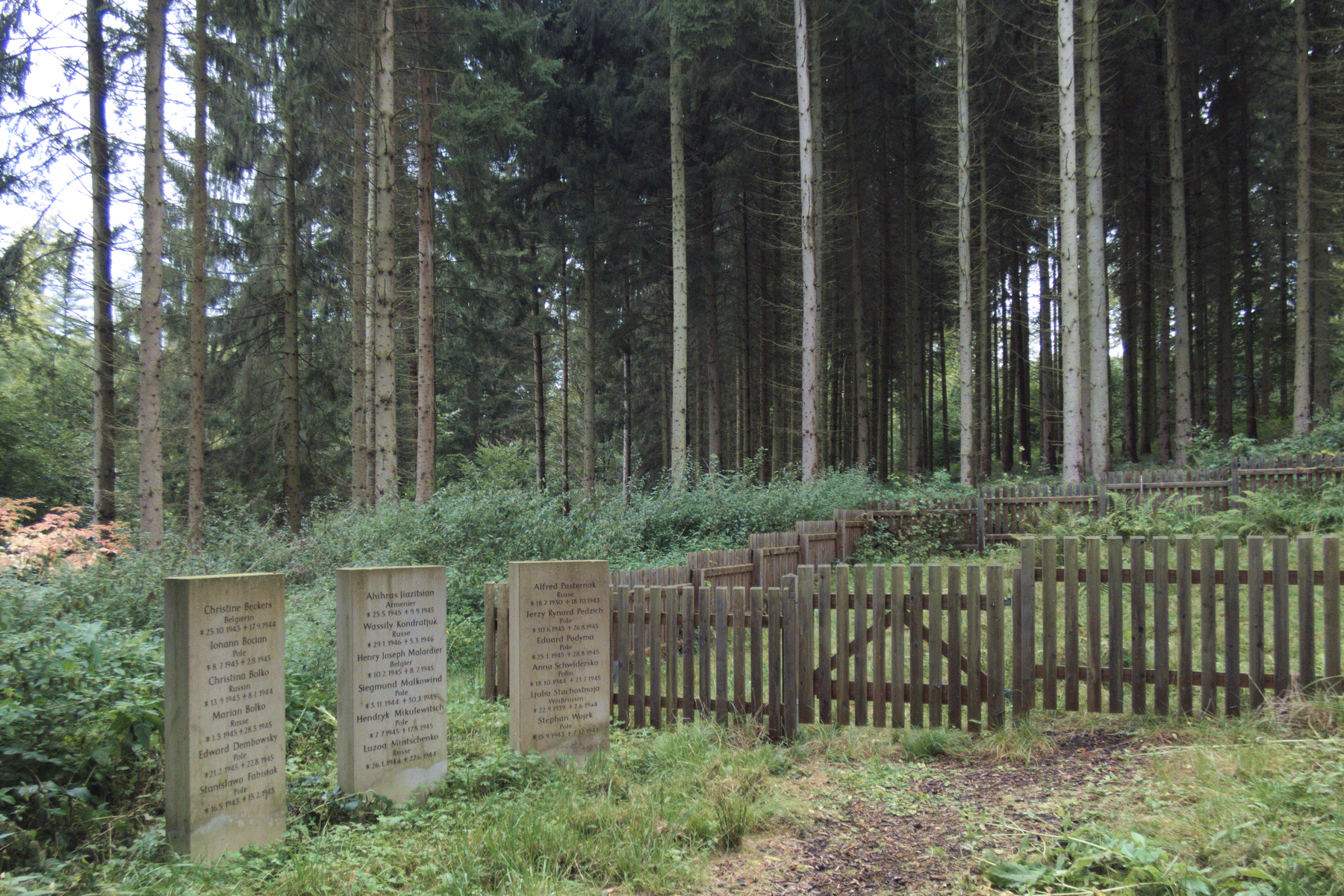
Namensstelen am Friedhofstor

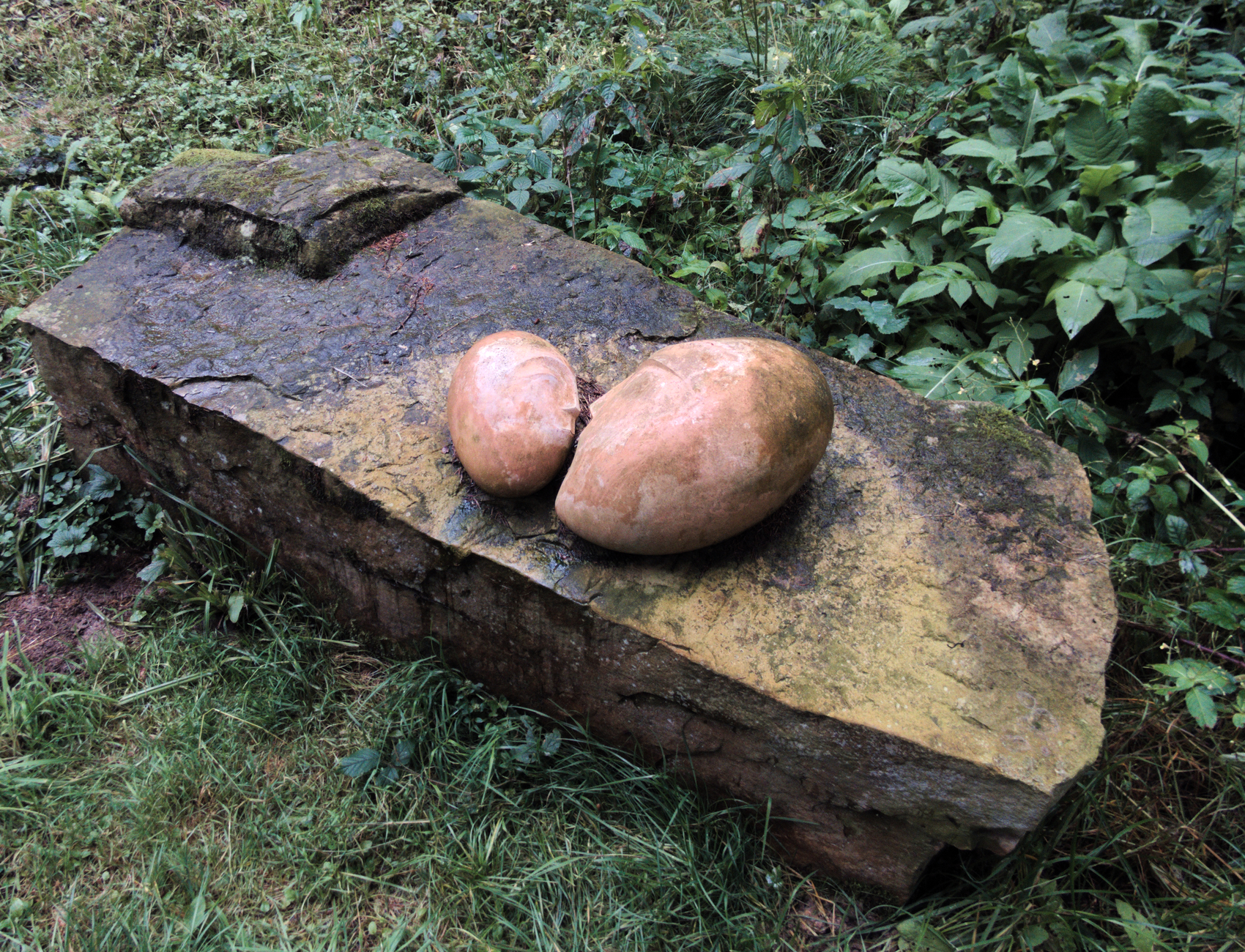
2015 gestaltetes Denkmal am Friedhof

Der Regierungspräsident hatte bei Genehmigung der Einebnung 1966 ein „Erinnerungskreuz“ gefordert. Dieses wurde nie errichtet. Im Jahr 1977 scheiterten Bestrebungen, einen Gedenkstein zu errichten. Der Verein Schullandheim Nienstedt der Leibnizschule Hannover setzte 2001 am Rand des Waldwegs beim Friedhof einen Gedenkstein mit Informationstafel.
Der Historiker Bernhard Gelderblom beschäftigte sich seit 2009 mit der Geschichte des Friedhofs und dem Schicksal der verstorbenen Kinder. Da die verstorbenen Zwangsarbeiterkinder rechtlich Kriegsopfer sind, wurde der Friedhof 2013 als Kriegsgräberstätte ausgewiesen. Zwei Tafeln mit ausführlicher Beschreibung stehen am Zugang zum Friedhof.
Am 1. Juli 2015 wurde der neu gestaltete und eingefriedete Friedhof eingeweiht. Beim Eingangstor stehen drei mit den Namen der 18 hier bestatteten ausländischen Kinder beschriftete Stelen. Ein von einer Schülerin eines Kunstleistungskurses der Leibnizschule entworfenes Grabzeichen wurde 2015 realisiert. Es zeigt zwei einander zugewandte Köpfe von Mutter und Kind.